# Сегед (Франция)
Сеге́д (фр. Saiguède, окс. Següeda) — коммуна во Франции, находится в регионе Юг — Пиренеи. Департамент — Верхняя Гаронна. Входит в состав кантона Сен-Лис. Округ коммуны — Мюре.
Код INSEE коммуны — 31466.

## География
Коммуна расположена приблизительно в 600 км к югу от Парижа, в 26 км к западу от Тулузы.

## Климат
Климат умеренно-океанический. Зима мягкая и снежная, весна характеризуется сильными дождями и грозами, лето сухое и жаркое, осень солнечная. Преобладают сильные юго-восточные и северо-западные ветры.

## Население
Население коммуны на 2010 год составляло 742 человека.
| 1962 | 1968 | 1975 | 1982 | 1990 | 1999 | 2010 |
| ---- | ---- | ---- | ---- | ---- | ---- | ---- |
| 208  | 193  | 204  | 361  | 445  | 524  | 742  |

## Администрация
| Период | Период | Фамилия         | Партия | Примечания |
| ------ | ------ | --------------- | ------ | ---------- |
| 1947   | 1977   | Элуа Виньо      |        |            |
| 1977   | 1983   | Антонен Бардажи |        |            |
| 1983   | 2001   | Рене Дюзер      |        |            |
| 2001   | 2002   | Робер Моура     |        |            |
| 2002   | 2008   | Мишель Корнийо  |        |            |
| 2008   | 2014   | Катрин Ортега   |        |            |
| 2014   | 2020   | Катрин Камбефор |        |            |

## Экономика
В 2010 году среди 478 человек трудоспособного возраста (15—64 лет) 367 были экономически активными, 111 — неактивными (показатель активности — 76,8 %, в 1999 году было 73,4 %). Из 367 активных жителей работали 349 человек (188 мужчин и 161 женщина), безработных было 18 (7 мужчин и 11 женщин). Среди 111 неактивных 37 человек были учениками или студентами, 44 — пенсионерами, 30 были неактивными по другим причинам.